# Hmayak Babayan
Hmayak Babayan (tiếng Armenia: Հմայակ Բաբայան; 15 tháng 8 năm 1901 - 21 tháng 4 năm 1945) hay Amayak Grigoryevich Babayan (tiếng Nga: Амаяк Григорьевич Бабаян; tiếng Armenia: Հմայակ Գրիգորի Բաբայան) là một thiếu tướng Hồng quân Liên Xô người Armenia và là Anh hùng Liên Xô.
Sinh ra trong một gia đình nông dân ở miền đông Thổ Nhĩ Kỳ ngày nay, Babayan gia nhập Quân đội Đế quốc Nga vào năm 1917, chiến đấu trong Chiến dịch Kavkaz. Sau khi Quân đội Đế quốc Nga sụp đổ, ông trở thành một người lính trong quân đội của Cộng hòa Armenia thứ nhất. Sau khi Liên Xô chiếm đóng Armenia, Babayan gia nhập Hồng quân, rồi trở thành một sĩ quan. Đóng quân ở Belarus trước khi xâm lược Liên Xô, ông bị thương hai lần trong những tháng đầu tiên của cuộc chiến. Chỉ huy một trung đoàn trong Trận Moskva tháng 12 năm 1941, Babayan bị thương nặng. Sau khi hồi phục, ông nắm quyền chỉ huy Sư đoàn súng trường 390, chiến đấu ở Bán đảo Krym, nơi sư đoàn bị tiêu diệt vào tháng 5 năm 1942. Babayan bị thương nặng ở Krym và được sơ tán.
Vào tháng 3 năm 1943, ông được trao quyền chỉ huy một lữ đoàn súng trường, nhanh chóng được chuyển thành Sư đoàn súng trường số 76, mà ông chỉ huy trong trận Smolensk vào mùa hè và đầu mùa thu năm 1943. Babayan bị thương nặng lần thứ ba trong trận chiến. Sau khi hồi phục, ông nắm quyền chỉ huy Sư đoàn Súng trường 338 vào mùa xuân năm 1944. Ông đã chỉ huy Sư đoàn 338 trong Chiến dịch Bagration và Chiến dịch Kaunas vào mùa hè năm 1944, nhưng bị miễn nhiệm vào cuối năm đó. Babayan chỉ huy một lữ đoàn trong Quân đoàn cơ giới 1 vào tháng 2 năm 1945 và đã tham gia Chiến dịch Wisla-Oder, Chiến dịch Đông Pomerania và Chiến dịch Berlin (1945). Babayan hy sinh trong chiến dịch Berlin khi đích thân chỉ huy một cuộc tấn công và được truy tặng danh hiệu Anh hùng Liên Xô.